# MacBook (2006-2012)
De MacBook is een laptop van Apple gericht op de consumentenmarkt. De eerste editie van de MacBook werd geïntroduceerd op 16 mei 2006. Op 20 juli 2011 werd de MacBook van de consumentenmarkt gehaald en was hij tot februari 2012 enkel beschikbaar voor educatieve doeleinden. De MacBook was de vervanger van de iBook en de 12" PowerBook. Het laatste model werd uitgebracht op 15 mei 2011. De MacBook Pro is een hoger gespecificeerde uitvoering voor professionele toepassingen. De MacBook werd standaard uitgerust met Apples eigen besturingssysteem - OS X.
De oorspronkelijke MacBook is gebaseerd op de Intel Core Duo processor en was verkrijgbaar in drie configuraties: 1,83 GHz en 2,0 GHz met een witte polycarbonaat behuizing en een 2,0 GHz model in een matzwarte behuizing. De latere modellen zijn echter voorzien van de verbeterde Intel Core 2 Duo-processor, welke tevens 64-bits toepassingen mogelijk maakt.
Deze lijn van MacBooks is na 2011 in principe vervangen door de modellen van de MacBook Air.

## Specificaties
Het standaard 2,0 GHz-model is uitgerust met een 250 GB 5400-rpm Serial ATA harde schijf, 2 GB DDR werkgeheugen en een Superdrive. Het duurdere model is uitgerust met een 2.4 GHz-processor, 500 GB harde schijf, 4 GB DDR werkgeheugen, en een Superdrive.
Bij de laatste update zijn alle MacBooks standaard geschikt voor het gebruik van een draadloos netwerk en hebben ze een op 45 nm gebaseerde processor.
Alle MacBooks hebben twee USB 2.0 poorten, een geïntegreerde iSight webcam, een mini displayport video uitgang, analoog en optisch digitale geluids-invoer en uitvoer, ingebouwde stereo luidsprekers en microfoon, de MagSafe magnetische voedings-aansluiting, 2 GB (1 GiB)DDR3 SDRAM uit te breiden tot maximaal 4 GB, 10/100/1000 BASE-T Ethernet poort, ingebouwde 130-Mb/s AirPort Extreme en Bluetooth 2,1+EDR draadloze communicatie, Sudden Motion Sensor en een multi-touch trackpad van glas. Er wordt, in tegenstelling tot de vorige versie van de Macbook, geen Apple Remote meer meegeleverd. Ten slotte bevat de computer een nieuwe Nvidia 9400m chip.
Het 13,3" grote scherm van de MacBook heeft een glimmende laag die 79% helderder beeld geeft en 30% meer bruikbare schermoppervlakte heeft dan een iBook G4. Het scherm heeft een resolutie van 1280 bij 800 pixels. Ter besparing van energie past de laptop automatisch de helderheid van het scherm aan bij donkerte. De lichtste MacBook weegt 2,36 kilogram. Ten slotte bevat de computer een Trusted Platform Module chip, benodigd voor de legitieme installatie van Mac OS X en het toepassen van Digital Rights Management.
Elke nieuwe MacBook wordt geleverd met Apples huidige versie van haar besturingssysteem, Mac OS X 10.6 Snow Leopard. Daarnaast levert Apple haar multimedia softwarepakket iLife '09 mee. Tevens worden proefversies van Microsoft Office for Mac 2008 en iWork '09 meegeleverd. De MacBook is ook in staat Windows te draaien met behulp van de software Boot Camp. Deze software is onderdeel van Mac OS X sinds versie 10.5 Leopard.

## Uiterlijk
Het uiterlijk van de MacBook is gebaseerd op zijn voorganger, de iBook G4, echter verschilt toch aanzienlijk. Behalve de MagSafe-voedingsaansluiting sluit de computer zelf ook magnetisch. Bovendien is de MacBook dunner dan de iBook G4. Naast de klassieke witte behuizing, biedt Apple nu ook een zwarte behuizing als optie. Beide zijn gemaakt van polycarbonaat, de thermoplast die Apple in veel van haar producten gebruikt. Naast de gestroomlijnde vormgeving, onderscheidt de MacBook zich van andere laptops door de afwezigheid van etiketten of emblemen. De zwarte uitvoering is bekritiseerd door sommigen die de laptop te veel vinden lijken op de gemiddelde PC laptop, zoals die van Dell en HP.
Het glimmende beeldscherm is nieuw binnen Apple, dat eerst enkel matte beeldschermen gebruikte. De reflectieve eigenschappen van glimmende beeldschermen zorgen voor een verbeterde kleurverzadiging in vergelijking met matte beeldschermen. Desondanks zijn de nieuwe beeldschermen een punt van discussie. Sommige gebruikers roemen de verbeterde kleurweergave, waar anderen de reflecties in het scherm vervelend vinden. Het scherm heeft een kleinere kijkhoek dan een mat beeldscherm, wat een nadeel is als de gebruiker niet recht naar het scherm kijkt, maar een voordeel is bij het gebruik in publieke ruimtes omdat het scherm minder snel kan worden bekeken door anderen.

## Updates
| Component                                    | MacBook (Mei 2006) | MacBook (Eind 2006) | MacBook (Midden 2007) | MacBook (Eind 2007)                                                                        |
| -------------------------------------------- | --- | --- | --- | ------------------------------------------------------------------------------------------ |
| Scherm                                       | 34 cm (13.3") (zichtbaar) glanzend breedbeeldscherm met 1280 x 800 pixel resolutie                                        | 34 cm (13.3") (zichtbaar) glanzend breedbeeldscherm met 1280 x 800 pixel resolutie                                        | 34 cm (13.3") (zichtbaar) glanzend breedbeeldscherm met 1280 x 800 pixel resolutie                                        | 34 cm (13.3") (zichtbaar) glanzend breedbeeldscherm met 1280 x 800 pixel resolutie         |
| Video                                        | Intel GMA 950 videokaart met 64 MB DDR2 SDRAM gedeeld met werkgeheugen (tot 224 MB in Windows door middel van Boot Camp). | Intel GMA 950 videokaart met 64 MB DDR2 SDRAM gedeeld met werkgeheugen (tot 224 MB in Windows door middel van Boot Camp). | Intel GMA 950 videokaart met 64 MB DDR2 SDRAM gedeeld met werkgeheugen (tot 224 MB in Windows door middel van Boot Camp). | Intel GMA X3100 videokaart met 144 MB DDR2 SDRAM gedeeld geheugen                          |
| Harde schijf Serial ATA 5400 rpm2            | 60 GB of 80 GB Optioneel 100 GB, 120 GB                                                                                   | 60 GB, 80 GB of 120 GB Optioneel 160 GB, 200 GB (4200 rpm)                                                                | 80 GB, 120 GB of 160 GB Optioneel 200 GB, 4200 rpm.                                                                       | 120 GB,160 GB, 250 GB                                                                      |
| Processor                                    | 1.83 GHz en 2.0 GHz Intel Core Duo (T2400 / T2500)                                                                        | 1.83 GHz en 2.0 GHz Intel Core 2 Duo (T5600 / T7200)                                                                      | 2.0 GHz en 2.16 GHz Intel Core 2 Duo (T7200 / T7400)                                                                      | 2.0 GHz en 2.2 GHz Intel Core 2 Duo (T7300 / T7500)                                        |
| Geheugen 2 sloten voor DDR2 SDRAM (PC2-5300) | 512 MB standaard (2x256 KiB) max. 2 GB                                                                                    | 512 MB (2x256 KiB) standaard op instapmodel 1 GB (2x512 MiB) voor duurdere modellen max. 4 GB (3GB bruikbaar)             | 1 GB (2x512 MiB) stock max. 4 GB (3 GB bruikbaar)                                                                         | 1 GB (2x512 MiB) stock max. 4 GB                                                           |
| Airport Extreme                              | Geïntegreerd 802.11a/b/g                                                                                                  | geïntegreerd 802.11a/b/g en draft-n (n standaard niet in gebruik)3                                                        | geïntegreerd 802.11a/b/g en draft-n (N geactiveerd)                                                                       | geïntegreerd 802.11a/b/g en draft-n (N geactiveerd)                                        |
| Combo drive4 alleen het instapmodel          | 8x dvd lezen, 24x cd-R en 10x cd-RW schrijven                                                                             | 8x dvd read, 24x cd-R en 16x cd-RW branden                                                                                | 8x dvd read, 24x cd-R en 16x cd-RW branden                                                                                | 8x dvd read, 24x cd-R en 16x cd-RW branden                                                 |
| Interne Slot-Load SuperDrive3                | 8x double-layer lezen. 4x dvd±R & RW schrijven. 24x cd-R and 10x cd-RW schrijven                                          | 2.4x dvd+R DL schrijven, 6x dvd±R lezen, 4x dvd±RW branden, 24x cd-R, and 10x cd-RW branden                               | 4x dvd+R DL branden, 8x dvd±R lezen, 4x dvd±RW schrijven, 24x cd-R, en 10x cd-RW schrijven                                | 4x dvd+R DL branden, 8x dvd±R lezen, 4x dvd±RW schrijven, 24x cd-R, en 10x cd-RW schrijven |
| Minimum Besturingssysteem benodigd           | Mac OS X Tiger 10.4.6 | Mac OS X Tiger 10.4.8 Apple MacBook (Core 2 Duo 2 GHz)]                                                                   | Mac OS X Tiger 10.4.8 Apple MacBook (Core 2 Duo 2 GHz)]                                                                   | Mac OS X Leopard 10.5.0                                                                    |

### Recentste update (mei 2010)
|                    | MacBook (mei 2010)                             |
| ------------------ | ---------------------------------------------- |
| Prijs:             | vanaf € 999                                    |
| Processortype:     | Intel Core 2 Duo                               |
| Processorsnelheid: | 2,4 GHz                                        |
| Beeldscherm:       | 34 cm (13,3 inch)                              |
| Werkgeheugen:      | 2 GB DDR3 uitbreidbaar tot 4GB (2 GiB)         |
| Harde schijf:      | 250/320/500 GB (120 miljard byte)              |
| Optische eenheid:  | Slot-loading SuperDrive met 8-voudige snelheid |
| Videokaart:        | NVIDIA GeForce 320M grafische processor        |

Op 14 oktober 2008 presenteerde Apple de nieuwe lijn MacBooks. Dit zijn uit aluminium gefreesde MacBooks, in lijn met de iMacs. Groot verschil met het voorgaande model is het ontbreken van de FireWire 400-poort. In tegenstelling tot USB maakt FireWire gebruik van Direct Media Access en gebruikt daardoor geen kloksnelheid van de CPU. Ook de video-uitgang is veranderd. Dit is nu een Mini DisplayPort in plaats van een mini-DVI-poort.
Op 22 januari 2009 kreeg de Witte MacBook een update, zo is het werkgeheugen van 1 GB naar 2 GB gegaan en is de videokaart in lijn met de aluminium MacBooks, een NVIDIA GeForce 9400M.
Op 10 oktober 2009 is er een update doorgevoerd voor de MacBook. Deze is nu alleen verkrijgbaar in wit en heeft een nieuwe behuizing, een snellere processor en meer hardeschijfruimte voor minder geld. De aluminium MacBooks zijn komen te vervallen, deze zijn nu alleen nog verkrijgbaar als Macbook Pro.
Op 18 mei 2010 werd de laatste update uitgevoerd door Apple. De MacBook bevat nu een batterij die 10 uur meegaat en de GPU is vervangen door de NVIDIA GeForce 320M.
Sinds woensdag 20 juli 2011 is de MacBook niet meer te koop en is zijn categorie eigenlijk vervangen door de nieuwe MacBook Air die wordt geleverd met een Intel i5 of i7.